# Sabelantilop
Sabelantilop eller svart hästantilop (Hippotragus niger) är ett djur i familjen slidhornsdjur. Wilson & Reeder (2005) skiljer mellan fyra underarter.

## Utseende
Sabelantilopen blir upp till 170 centimeter lång, med en mankhöjd på 100–140 centimeter och väger som fullvuxen 190-270 kilogram. Hanarna blir större än honorna. Hanarna är svarta, medan de unga honorna är ganska ljust bruna, för att senare mörkna gradvis med åren. Båda könen är vita på magen, kinderna och hakan. Dessutom förekommer en större ljus fläck på stjärtens baksida. En svart man sträcker sig från huvudet till axlarna. Vid svansens slut finns en svart tofs. Hanar och honor har horn som är bakåtböjda med flera smala och breda ringar. Hornen är hos honor 0,6 till 1,0 meter långa och hanar har 0,8 till 1,65 meter långa horn.

## Utbredning
Den lever på delvis skogbevuxen savann i Östafrika från södra Kenya till östra Angola och till nordöstra Sydafrika. En avskild population förekommer i centrala Angola. Tidigare var utbredningsområdet större men det minskade på grund av jakt och landskapsförändringar. I olika områden där arten var utdöd blev den åter införd. Dessutom introducerades sabelantilopen i Swaziland. Skogarna där arten är vanligast domineras av träd från släktet Brachystegia.

## Beteende
Sabelantilopen äter löv och medellångt gräs (vanligen upp till 30 cm högt). Den stannar under regntiden i skogarna och besöker under den torra perioden den öppna savannen. Födan utgörs främst av gräs som troligen kompletteras med andra växtdelar. För att få mineraler slickar individerna på saltstenar eller gnager på upphittade djurben. Allmänt dricker sabelantilopen varje dag vatten.
Sabelantilopen blir i fångenskap upp till 20 år gammal. Vilda exemplar har ett kortare liv. Dräktighetstiden är ungefär 8-9,5 månader och honan föder en unge per kull. Före födelsen lämnar honan flocken och den nyfödda ungen göms två eller tre veckor i den täta växtligheten. Senare ingår den vanligen en grupp med ungar inom hjorden. Ungen diar sin mor 6 till 8 månader.
Honor med ungar håller sig i små grupper med varandra men de kan även bilda större grupper med 15-25 djur. Ibland bildas större hjordar med upp till 200 medlemmar. De stannar oftast inom det område där är födda och lär sig på så vis utnyttja den mat som finns där. Det är alltid den äldsta honan som blir alfahona (ledarhona). En alfahanne bevakar flocken. Andra hannar som är yngre än fyra år bildar ungkarlsflockar och äldre hannar kan leva ensam.

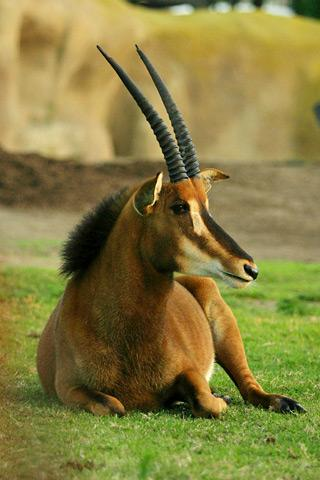
Hona.

När det är dags för parning så skaffar sig hannarna små egna revir som de skyddar och håller andra hannar borta från. Det är honorna som bestämmer vilka som de vill para sig med, så det enda hannarna kan göra är att försöka locka så många honor som möjligt till sitt revir.
Ibland uppstår strider mellan hannar. De slår med hornen på motståndarens horn, slår med hornens sida mot varandras kropp eller trummar med hornen på marken. Största delen av striden utgörs däremot av knuffar kropp mot kropp. I sällsynta fall kan en hanne dö vid dessa tillfällen.
Vid behov når djuret en hastighet upp till 57 km/h. Vuxna och friska sabelantiloper är för stora och snabba för rovlevande djur. Ungdjur faller offer för bland annat lejon, fläckig hyena, afrikansk vildhund och krokodiler.

## Status
I några delar av utbredningsområdet hotas arten förutom jakt av de pågående inbördeskrigen. Olika flockar hölls bakom staket och där kan inavelsproblem uppstå. Sabelantilopen förekommer i olika naturskyddsområden som Cangandala nationalpark i Angola. IUCN listar hela beståndet som livskraftig (LC).